# Marktkirche (Ortenburg)

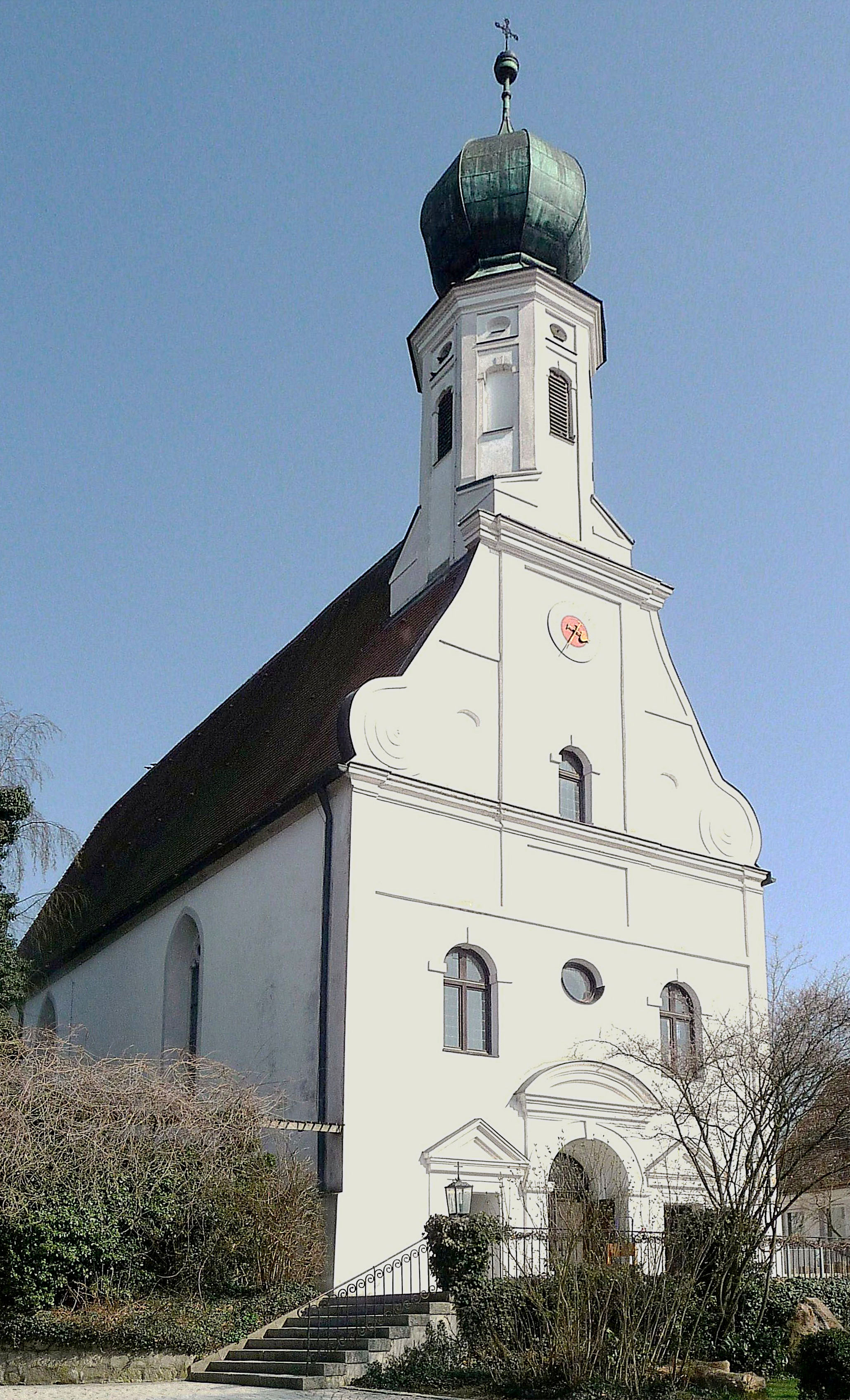
Die heutige evangelische Marktkirche in Ortenburg, ehemals katholische Wallfahrtskirche.

Die Marktkirche Ortenburg (früher auch Frauenkirche genannt) ist eine ehemalige Wallfahrtskapelle und heutige evangelisch-lutherische Pfarrkirche im niederbayerischen Ortenburg. Sie war von der Einführung der Reformation bis zum Jahre 1805 die Begräbniskirche der Reichsgrafen von Ortenburg. Kunsthistorisch ist sie aufgrund ihrer zahlreichen Grabdenkmäler aus jener Zeit sehr bedeutend.

## Geschichte
Die heutige Marktkirche kann eine abwechslungsreiche Geschichte aufweisen. Zuerst war sie eine kleine Kapelle und damit Filialkirche der großen Laurentiuskirche in nahen Ort Steinkirchen. Beim damaligen Bauwerk dürfte es sich um eine größere Kapelle gehandelt haben. Man nimmt an, dass diese den Umfang des heutigen Chorraumes umfasste.
Die Kirche wurde im Jahre 1359 zum ersten Mal erwähnt als Wallfahrtskapelle „Zu unsrer lieben Frauen vor dem Markt“. Sie lag damals noch nicht im Markt Ortenburg selbst, sondern einige hundert Meter außerhalb. Damals stifteten die Grafen von Ortenburg der kleinen Kapelle das erste Mal ein Benefizum. Auch später wurde die Kirche von den Grafen mehrfach bedacht. Teile dieser Güter, welche in der Nähe der Kirche lagen, erhielten Namen, die an den Kapellennamen angelehnt waren. So hatten diese Felder in Ortenburg die Bezeichnung Frauenfeld. Heute sind diese ehemaligen Felder bebaut, jedoch erinnert ein Straßenname an ihren historischen Namen. Neben weiteren Gebäuden hat unter anderem auch die evangelische Realschule Ortenburg die Anschrift Frauenfeld.
Während des Landshuter Erbfolgekrieges wurde Ortenburg mehrfach gebrandschatzt. Im Dezember des Jahres 1504 wurde der Markt, aber auch die Kapelle erneut geplündert.

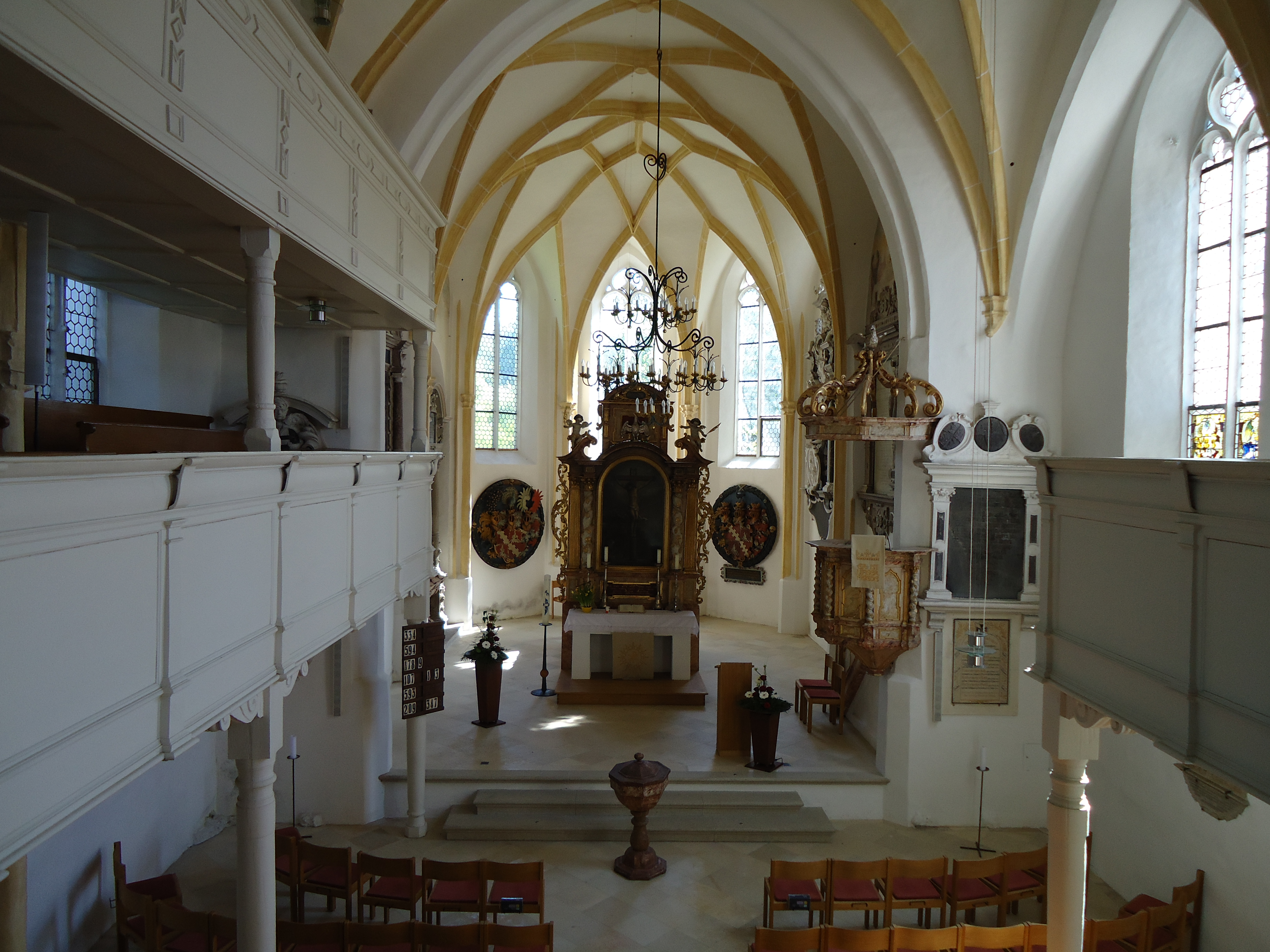
Blick ins Kirchenschiff

Anfang des 16. Jahrhunderts wurde die Kirche großräumig umgebaut und restauriert. Es wird angenommen, dass sie hierbei ihre spätgotische Form erhielt. Bei diesen Arbeiten soll älteres Mauerwerk verwendet worden sein. Schließlich wurde sie am 20. Juni 1518 von Weihbischof Bernhard von Passau konsekriert.
Im Jahre 1557 bekannte sich der amtierende Graf Joachim von Ortenburg erstmals öffentlich zum evangelischen Glauben. Nachdem sein Versuch, in Bayern beide Konfessionen zuzulassen, gescheitert war, entschied er sich, in seiner reichsunmittelbaren Grafschaft die Reformation einzuführen. Am 3., 10. und 13. Oktober 1563 fanden bereits die ersten evangelischen Predigtgottesdienste in der Reichsgrafschaft statt, jedoch noch nicht öffentlich, sondern in der nur der gräflichen Familie und ihrer Bediensteten zugänglichen Schlosskapelle zum Hl. Ulrich auf Schloss Neu-Ortenburg. Eine Woche später fand am 17. Oktober 1563 der erste öffentliche Gemeindegottesdienst in der Marktkirche statt. Dieser Tag gilt seither als Gründungstag der evangelisch-lutherischen Gemeinde Ortenburg. Erster evangelisch-lutherischer Pfarrer war zu jener Zeit, bis zu seiner Vertreibung durch den bayerischen Herzog (20. Februar 1564), der Theologieprofessor Dr. Johann Friedrich Coelestin.
Dieser Schritt führte zu jahrzehntelangen Konflikten des Grafengeschlechts mit den bayerischen Herzögen um die Reichsunmittelbarkeit der Grafschaft. Als Kompromiss wurden im Jahre 1564 die protestantischen Gottesdienste in der Marktkirche bis zum Ausgang des vor dem Reichskammergerichts ausgetragenen Prozesses eingestellt. Lediglich auf Schloss Neu-Ortenburg war das Predigen erlaubt. Nach dem für die Ortenburger erfolgreichen Ausgang des Gerichtsprozesses am 4. März 1573 ließ Graf Joachim die Kirche umgehend schließen und umgestalten. Dabei wurden die Seitenaltäre und einige Bilder in der Kirche entfernt. Das Sakramentshäuschen wurde ausgebrochen und vermauert. Inmitten des Chorraumes errichtete man einen steinernen Tisch, nach calvinistischem Vorbild, als neuen Altar. Unterhalb des Chors und in Teilen des Kirchenschiffs wurde die gräfliche Gruft errichtet. Am 24. Mai 1573 sollte der erste Gottesdienst nach Fertigstellung dieser Arbeiten stattfinden. Dieser Tag wurde jedoch vom überraschenden Tod von Joachims Sohn Anton von Ortenburg überschattet. Er starb am 23. Mai 1573 auf dem Weg zu seiner Dienststelle auf einer Schifffahrt auf der Donau. Anton wurde am 31. Mai 1573 in der von seinem Vater errichteten Gruft beigesetzt. Er war somit der erste des gräflichen Hauses, welcher in der Marktkirche beigesetzt wurde. Am selben Tag wurde auch damit begonnen, regelmäßig evangelische Gottesdienste in der Marktkirche zu halten. Am 25. Mai hatte Joachim die katholische St.-Laurentius-Kirche in Steinkirchen sperren lassen, wodurch das Messelesen eingestellt wurde.
Wegen stets anhaltender Platzprobleme in der Marktkirche entschied Gräfin Amalia Regina im Jahre 1703, die Kirche umzugestalten. Die Umbauten dauerten bis ins Jahr 1706. Im Kirchenschiff wurde eine neue Doppelempore nach fränkisch-sächsischem Vorbild errichtet. Das Schiff wurde um Treppenaufgänge verlängert und der Kirchturm auf das neue Eingangsportal versetzt. Man erneuerte Teile des Kirchenschiffes, brachte einen neuen barocken Altaraufsatz sowie die heutige Kanzel an und schaffte eine neue Kirchenorgel an. Die beiden großen Glocken der Kirche St. Laurentius wurden nach Ortenburg überführt. Die Gesamtkosten des Umbaus betrugen 1080 Gulden. Der Kirchturm war so teuer, dass erst Graf Karl III., der Enkel Amalia Reginas, 1751 die Bauarbeiten beenden konnte. Dabei wurde der Spitzturm abgetragen und eine neue, heute noch vorhandene Zwiebelhaube aufgesetzt. Die Kosten dieser Arbeiten betrugen 870 Gulden.
Im Jahre 1812 wurde für die Konfirmanden der Gemeinde eine Burschenempore im Chorraum hinter dem Altar errichtet. Schon damals galt dieser Einbau nicht als Verschönerung des Kirchenraumes.
1852 wurde der evangelische Kindergarten gegründet, einer der ältesten in Niederbayern.
Im Laufe des 19. und 20. Jahrhunderts wurde die Marktkirche Mutterkirchengemeinde der evangelischen Gemeinden Passau (1834), Pfarrkirchen (1896) und Vilshofen (1933).
Zur dreihundertjährigen Feier der Reformation wurde die Kirche im September 1863 umfangreich renoviert und neu weiß getüncht. Zwei Jahre später mussten Teile des Turmes saniert und umgebaut werden, wobei eine neue Kirchenuhr installiert wurde.
1883 kam es wieder zu einer größeren Renovierung der Marktkirche. Sie dauerte vom 19. Juni bis zum 19. Oktober. Dabei wurde die Kirche neu gepflastert. Beim Abheben des Gestühls wurden zwei Gedenktafeln entdeckt, welche daraufhin in die Seitenwände eingelassen wurden. Ebenso wurde der Bretterboden im Kirchenschiff ausgetauscht. Um unterhalb der Empore den Lichteinfall zu verbessern, wurden vom Pfarrhof her zwei Rosetten gebrochen und mit Butzenscheiben versehen.
Für 5000 Mark wurde 1902 eine neue Kirchenorgel von Steinmeyer & Co aus Oettingen erworben. Die alte Orgel, welche wohl noch aus den Zeiten Amalia Reginas stammte, wurde von dieser Firma überholt und nach St. Laurentius gebracht.
Am 20. September 1937 begannen die schon lang geplanten erneuten Restaurierungsarbeiten in der Kirche. Dabei wurde die Burschenempore wieder entfernt. Absackende Fundamente wurden stabilisiert. Zusätzlich wurde zu der 1913 durchgeführten Elektrifizierung eine Heizung eingebaut. Die seit 1883 provisorisch abgestellte Gruftplatte wurde dabei in die Rückseite der Chorwand eingelassen. Ein Jahr später renovierte man das Kirchenäußere.
1980 wurde eine elektrisch gesteuerte Uhr für das Geläut angebracht.
Im Jahre 1997 wurde die gesamte Kirche wegen starken Holzwurmbefalls gesperrt und begast. Vier Jahre später wurde festgestellt, dass sich die Doppelemporen aus Holz gesenkt hatten. Nach Auskunft eines Statikers war eine Generalsanierung unausweichlich, da die Emporen unter Volllast nicht mehr tragfähig waren. Mit dieser wurde ab Juli 2005 begonnen. Die Doppelemporen wurden dabei vom Boden abgehoben und erhielten neue Holzfüße und neue Fundamente. Der Boden der Kirche wurde mit Juramarmorplatten neu gefliest. Den Innenraum gestaltete man neu, dabei wurden neue Kirchenbänke eingebaut und Freiraum für Rollstuhlfahrer vor dem Chorraum geschaffen. Die Kirchenwände wurden neu gekalkt. Im Jahre 2006 konnten die Arbeiten fertiggestellt werden.

## Bauwerk
Kunsthistorisch gilt die Marktkirche als sehr bedeutend. Die einschiffige Kirche ist ein Spätgotikbau. Ein Netzgewölbe durchzieht das gesamte Kirchenschiff, auch den Chorraum. An den Seiten und im Chorraum sind Spitzbogenfenster angebracht, die mit Fischblasenmaßwerk verziert sind.
Die westlichen Fenster des Kirchenschiffes sind nicht so weit herabgezogen wie die anderen im Raum. Dies wird als Indiz für die Annahme gewertet, dass bereits in gotischer Zeit eine Empore vorhanden war.
Das Kirchenschiff wird heute bestimmt durch die mächtigen doppelten Holzemporen, welche der Gemeinde genügend Platz bieten. Die künstlerische Schlichtheit der Kirche fällt im niederbayerischen Umland besonders auf; sie steht im Gegensatz zu den prunkvollen Kirchen in Sammarei oder den zahlreichen Asamkirchen der Gegend. Die zahlreichen Epitaphe aus unterschiedlichen Epochen der gräflichen Familie sowie die beiden reich verzierten Grabdenkmäler im Chorraum unterstreichen die kunsthistorische Bedeutung des Baus.

### Altar

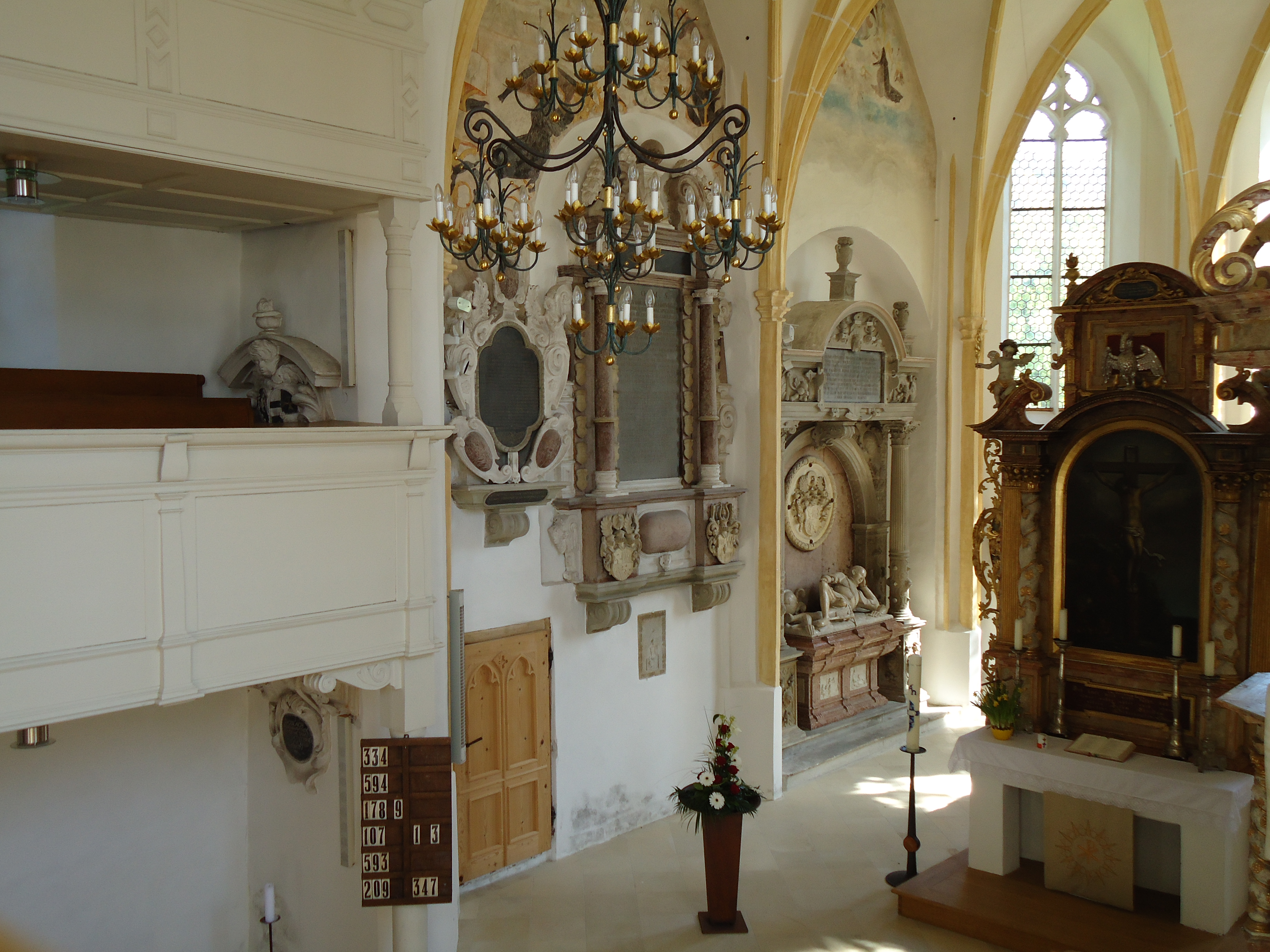
Altar und Epitaphien

Das Altarbild zeigt die Kreuzigung Jesu, es entstand wohl kurz nach 1700. Umrahmt wird es von weinlaubumwundenen Säulen. Über dem Altarbild ist zu lesen:
„Jesu, du edler Pelikan, nimm dich doch meiner Seele an. Bespreng sie mit dem teuern Blut. Gib mir Leben, Kraft und Mut.“ (Reimübersetzung aus Adoro te devote)
Unter dem Bild sind folgende Worte angebracht:
„Ich hielt mich nicht dafür, daß ich etwas wüßte unter euch ohne allein Jesum Christum, den Gekreuzigten“ (1 Kor 2,2 )
Der Altar wurde 1573 als Tisch gestaltet, entsprechend der calvinistischen Neigung Joachims. Damit verbunden war der Verzicht auf die Anbringung eines Kruzifixes und eines Leuchters. Diese wurden erst später, nach einer Stiftung Passauer Bürger aus dem Jahre 1831, auf dem Altar angebracht.

### Kanzel
Die Kanzel befindet sich rechts am Chorbogen. Sie entstand im Jahre 1706. Der Schalldeckel wird bekrönt durch einen Adler, welcher unter sich junge Vögel behütet. Der goldene Kanzelkorpus ist am unteren Ende mit einem Pinienzapfen verziert, dies symbolisiert seit der Antike die Ewigkeit.

### Chorraum und Grabdenkmäler
Der Chorraum ist seit der von Gräfin Amalia Regina veranlassten Umgestaltung am Anfang des 18. Jahrhunderts durch den Altar vom Kirchenschiff her verdeckt. Dieser wird dominiert durch die beiden von Graf Joachim errichteten Grabdenkmäler. Direkt hinter dem Altar befindet sich das Grabmal des Grafen selbst, welches von Hans Pötzlinger aus Regensburg und dem Steinmetz Christoff Stiber aus Petersdorf 1576/77 errichtet wurde. Joachim liegt jedoch nicht in diesem Grabmal, sondern in der von ihm errichteten Gruft im Kirchenschiff. Somit handelt es sich hierbei um ein Kenotaph. Dieses stellt den Grafen auf der Marmorplatte in voller Rüstung betend dar. Dabei ist er der Gemeinde zugewandt. Zu diesem Kenotaph gehört links im Chor über der Tür eine lateinische Inschrifttafel, die den Lebensweg des Grafen darstellt. Neben der Tafel ist das Epitaph seiner zweiten Frau Gräfin Lucia geb. Reichsfreiin von Limburg angebracht. Direkt gegenüber, an der Wand zur Sakristei, befindet sich das Epitaph von Gräfin Adelheid. Sie war Frau des Rhein- und Wildgrafen Karl von Limburg und Mutter Lucias von Limburg. Adelheid verstarb am 4. Oktober 1580.
An der linken Nordwand des Chorraumes ist das Kenotaph Antons in der Seitenwand. Es wurde bereits 1574/75 von Hans Pötzlinger im Auftrag Joachims errichtet. Graf Anton wird halb aufgerichtet dargestellt und ruht unter einem Triumphbogen. Unterhalb beider Kenotaphe befinden sich reich verzierte Sarkophage. Zu beiden Grabmalen gehören jeweils noch ein Totenschild, welcher das Wappen der Reichsgrafen von Ortenburg in der Form des 16. Jahrhunderts zeigt. Diese befinden sich jeweils an den östlichen Chorschrägen. Die beiden Hochgräber sind mit den Kaisergräbern jener Zeit in ihrer Ausstattung vergleichbar.
Weitere Gräber von Angehörigen der gräflichen Familien befinden sich nicht in der Kirche, sondern in der Gruft unter dem Kirchenschiff. Dennoch schmücken zahlreiche Epitaphe das Kirchenschiff.
Rechts neben der Kanzel ist am Ende des Kirchenschiffes das Epitaph von Heinrich VII. (am Epitaph Heinrich X. genannt) angebracht, welcher am 4. Juli 1603 verstarb.
An derselben Wand befindet sich etwas versetzt das prunkvoll verzierte, im Rokokostil gehaltene Epitaph des Grafen Johann Georg. Dieser verstarb am 4. Dezember 1725.
Auf der nordwestlichen Ecke des Kirchenschiffes befindet sich das Epitaph Georg Reinhards. Im Jahre 1662 gelang es ihm, die jahrzehntelange Verpfändung zu beenden. Vier Jahre später, am 4. September, verstarb er. Georg Reinhard wurde aufgrund eines familiären Streites erst 13 Jahre später beerdigt. In der Marktkirche fand nur seine Scheinbestattung statt, er selbst liegt in der katholischen Sixtuskapelle neben dem Passauer Dom. Das Epitaph ist zum Großteil von der 1703 bis 1705 errichteten Empore verdeckt.
An der südöstlichen Ecke des Kirchenschiffs befindet sich das Epitaph des Grafen Ulrich III., ein Vetter Joachims. Er verstarb am 4. Juli 1586. Das Epitaph erinnert auch an seine beiden Frauen Katharina von Degenberg, die am 4. Oktober 1570 verstarb, und Katharina Truchsessin von Waldberg, die am 12. November 1590 starb. Direkt darunter befindet sich eine Gedächtnistafel für fünf Ortenburger, die im Deutsch-Französischen Krieg 1870/71 fielen.
An der südlichen Seitenwand des Kirchenschiffs befinden sich zwei weitere Epitaphe. Die rote Marmorplatte erinnert an die 1550 verstorbene Gräfin Jakoba, die zweite Platte an Erasmus Ernreytter zu Hoffreit, Pfleger zu Söldenau, der am 18. September 1571 verstarb.
In einem der südlichen Fenster brachte Joachim 1574 zwei Glasgemälde mit Wappenschildern in die Scheiben ein. Sie erinnern an seine verstorbenen Eltern, Graf Christoph und seine beiden Gemahlinnen Anna von Holub und Anna von Firmian.
Mitten im Gewölbe des Kirchenschiffes befindet sich der Totenschild der Gräfin Amalia Regina. Anfangs dachte man, es habe diesen exponierten Platz aufgrund der von ihr veranlassten umfangreichen Umgestaltung des Kirchenschiffes erhalten. Nach der Wiederentdeckung des Eingangs in die gräfliche Gruft stellte sich jedoch heraus, dass sich ihr Totenschild direkt über dem Eingang befindet. Gräfin Amalia Regina verstarb am 15. April 1709.

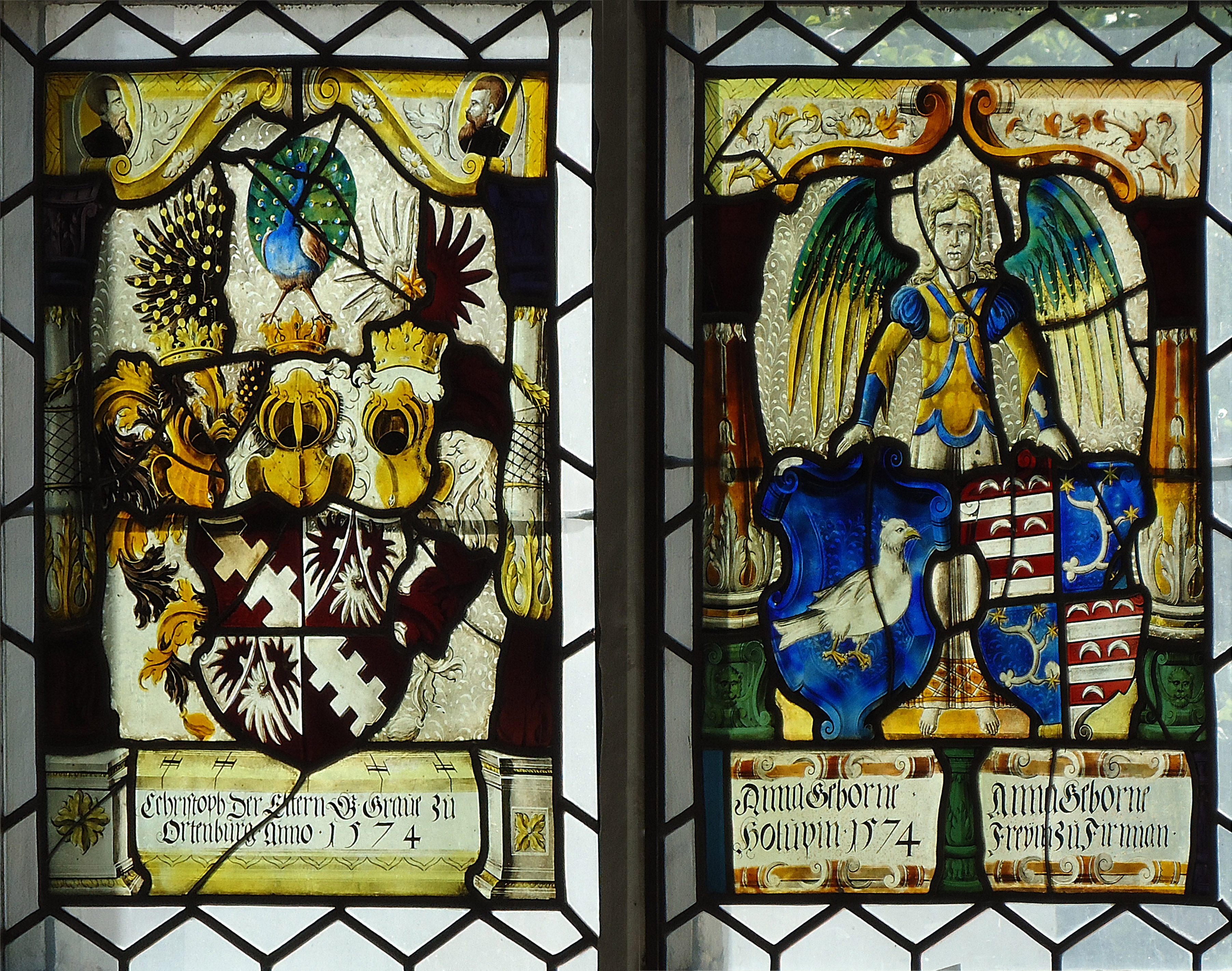
Glasfenster für Graf Christoph von Ortenburg und seine Gemahlinnen Anna Holub zu Mattighofen und Neudeck und Anna Freiin von Firmian aus dem Jahre 1574
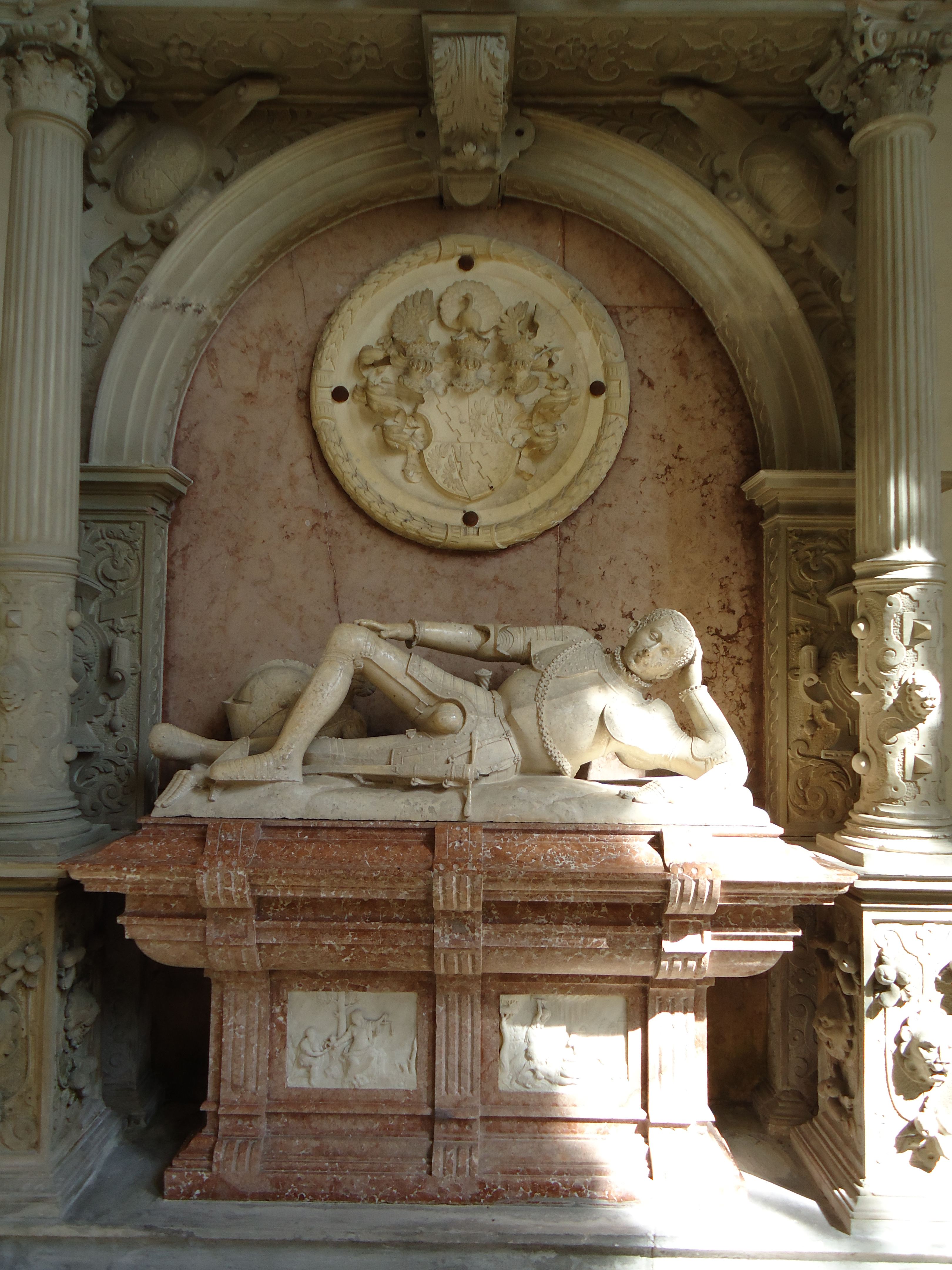
Kenotaph Graf Antons von Ortenburg von 1574/75
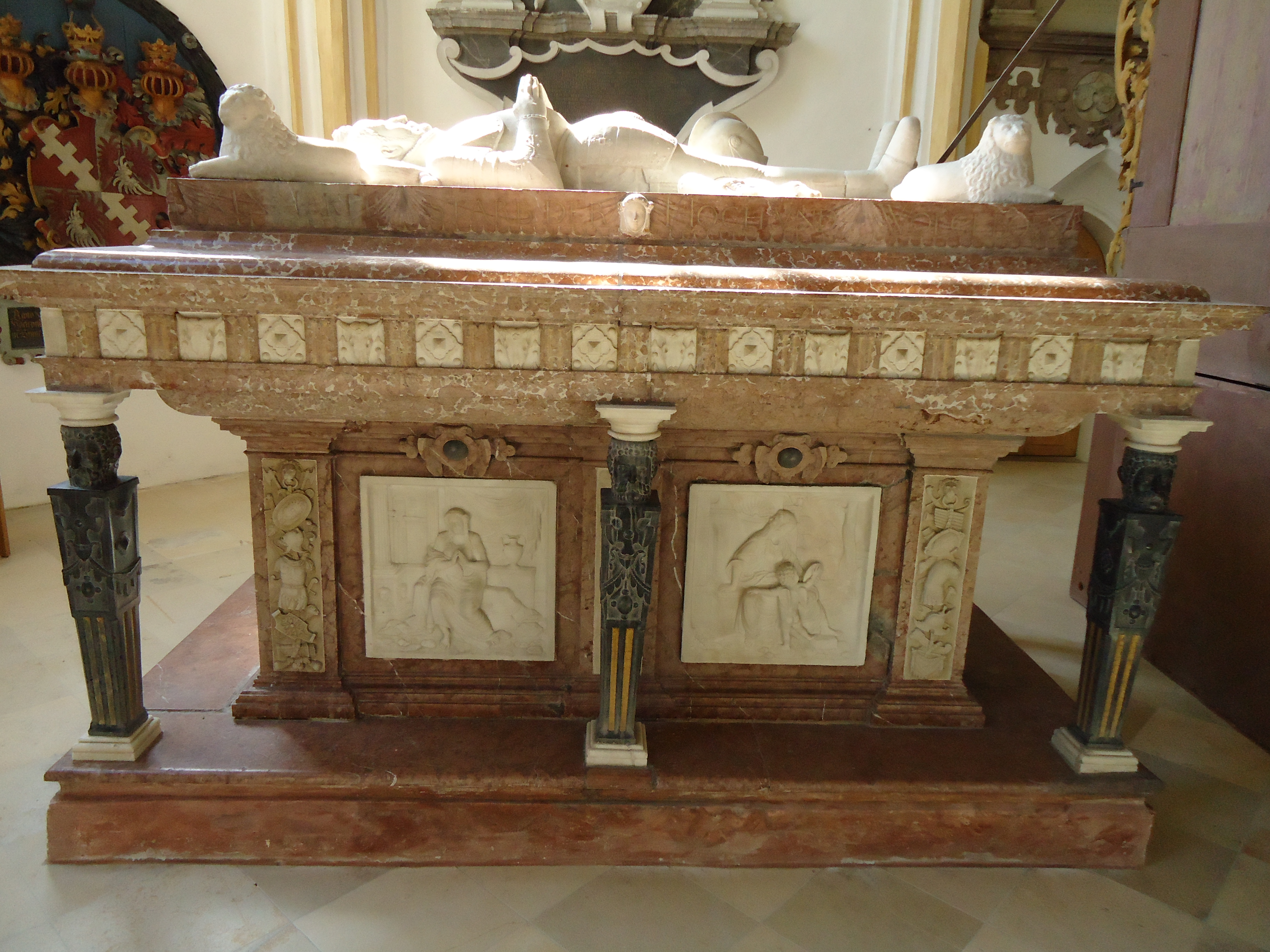
Kenotaph Graf Joachims von Ortenburg von 1576/77
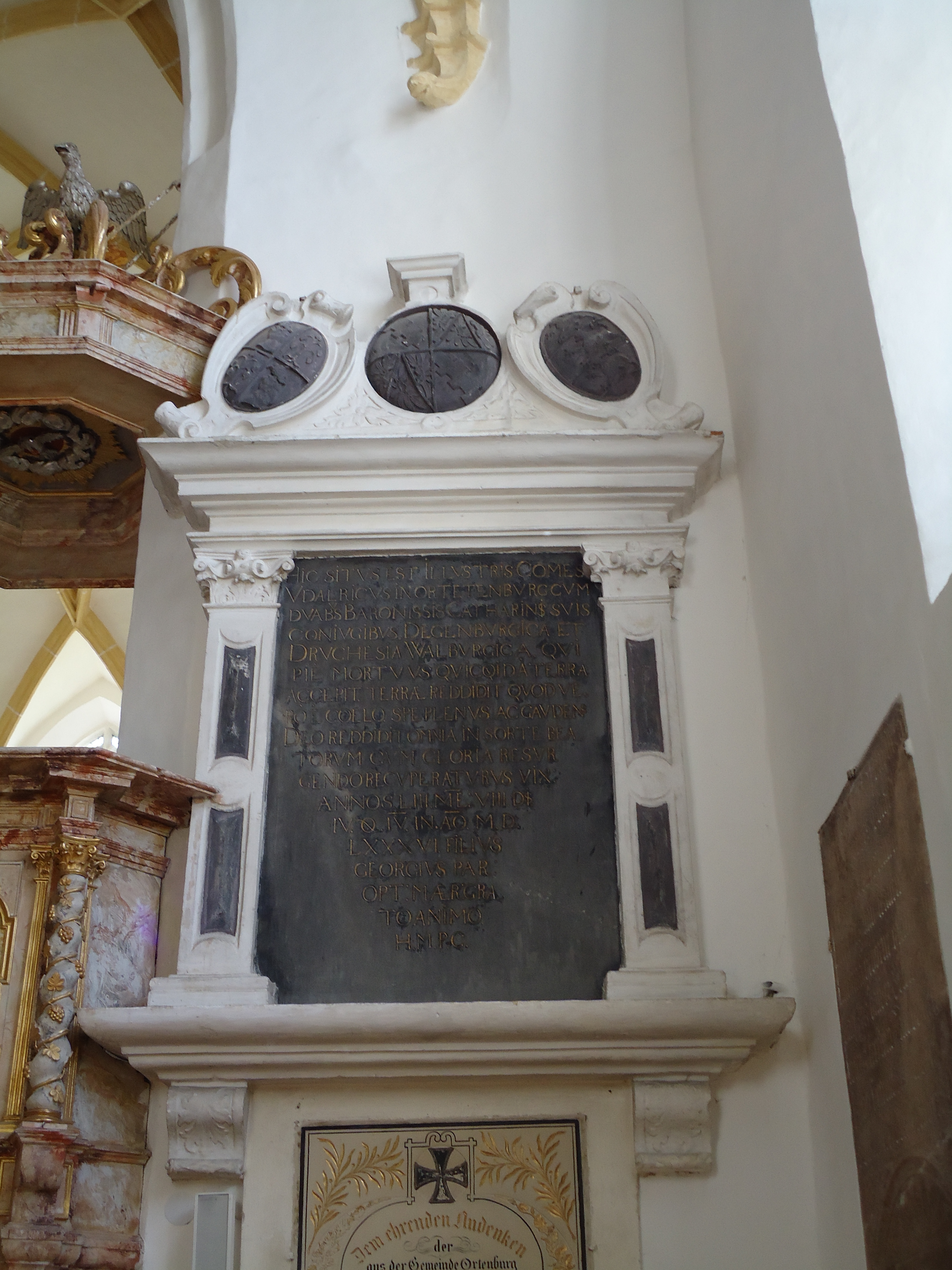
Epitaph für Graf Ulrich III. von Ortenburg und seine beiden Gemahlinnen
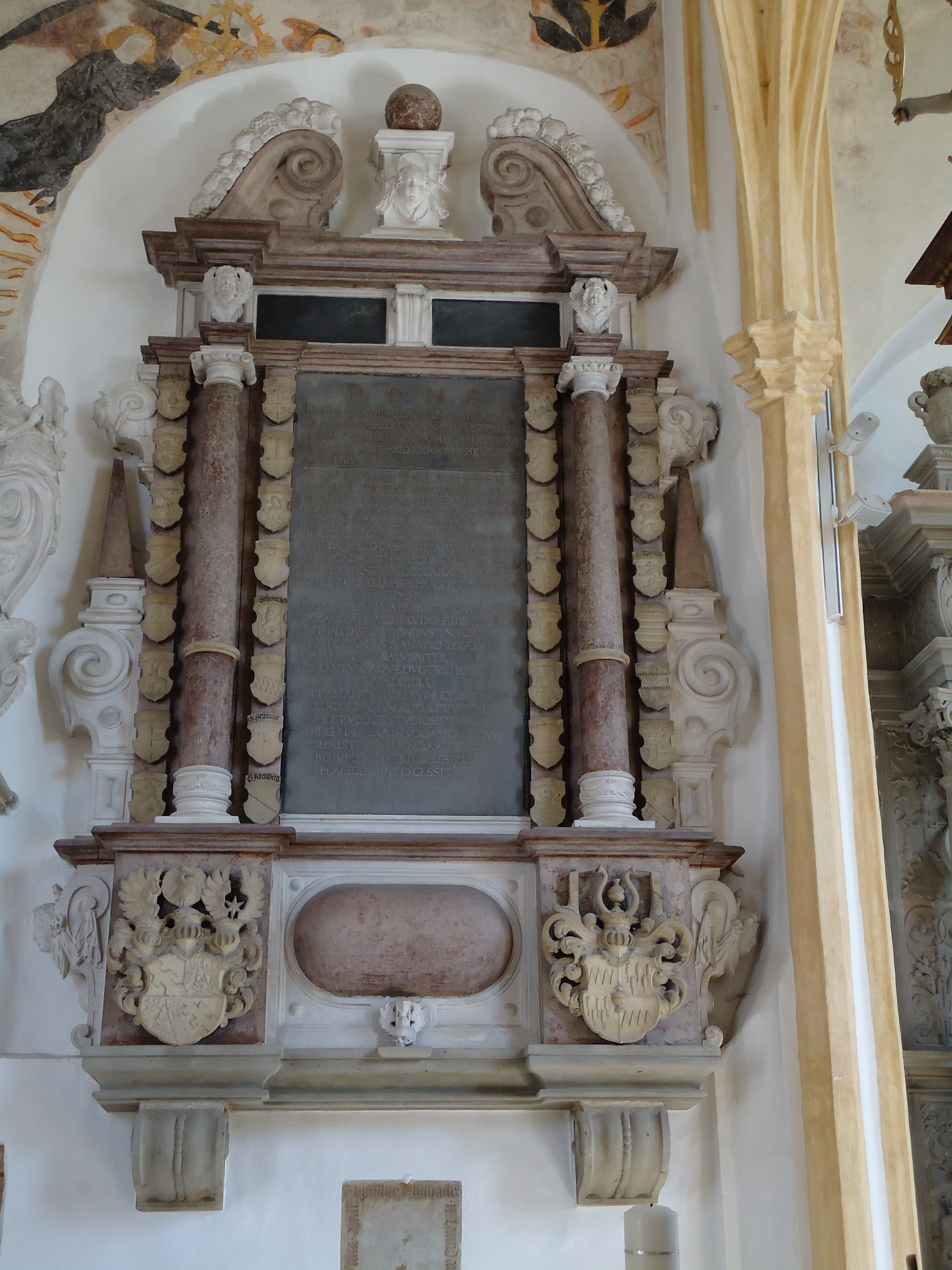
Epitaph für Gräfin Lucia von Limburg
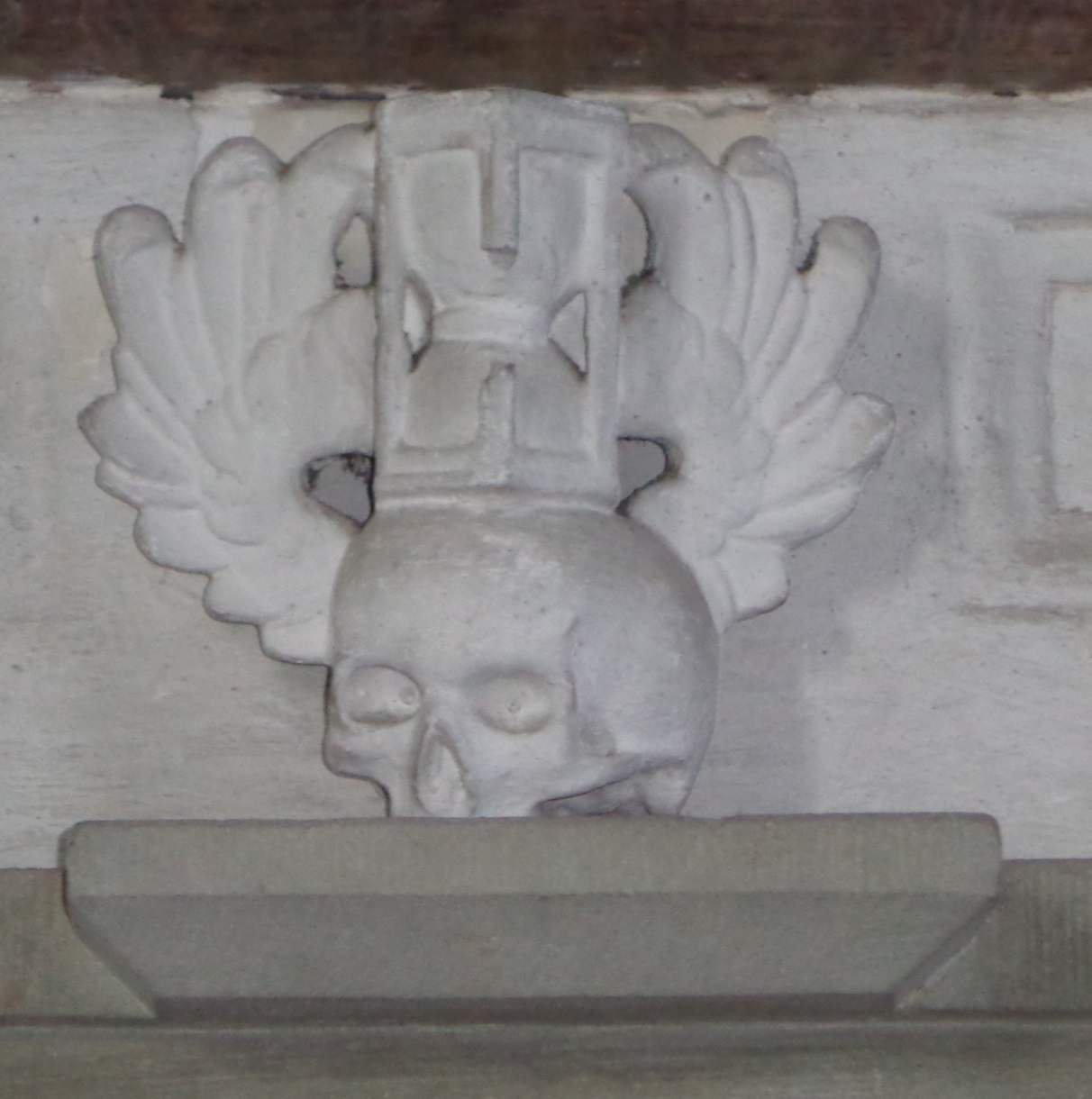
Detail vom Epitaph für  Lucia von Limburg
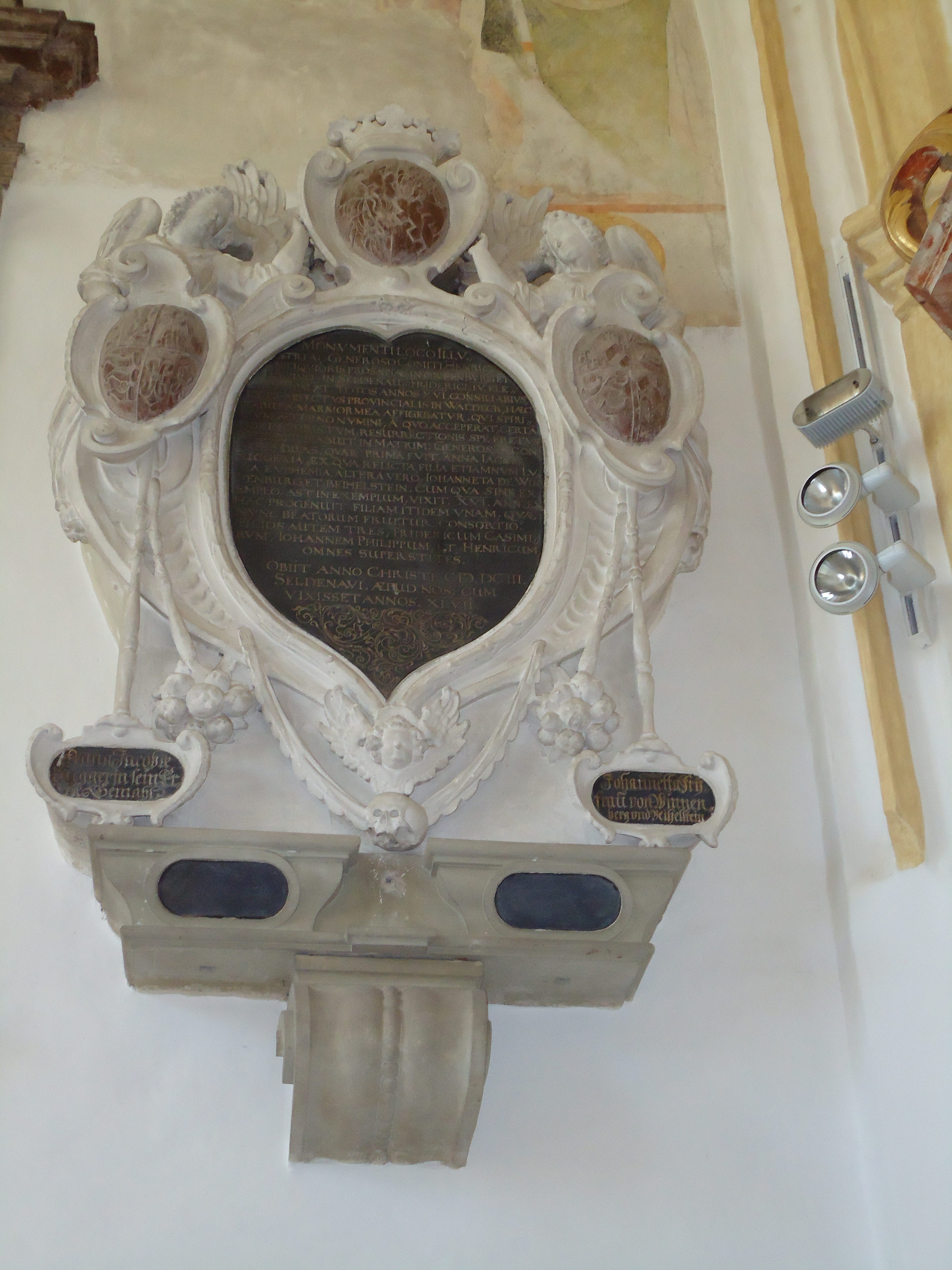
Epitaph für Graf Heinrich VII. von Ortenburg
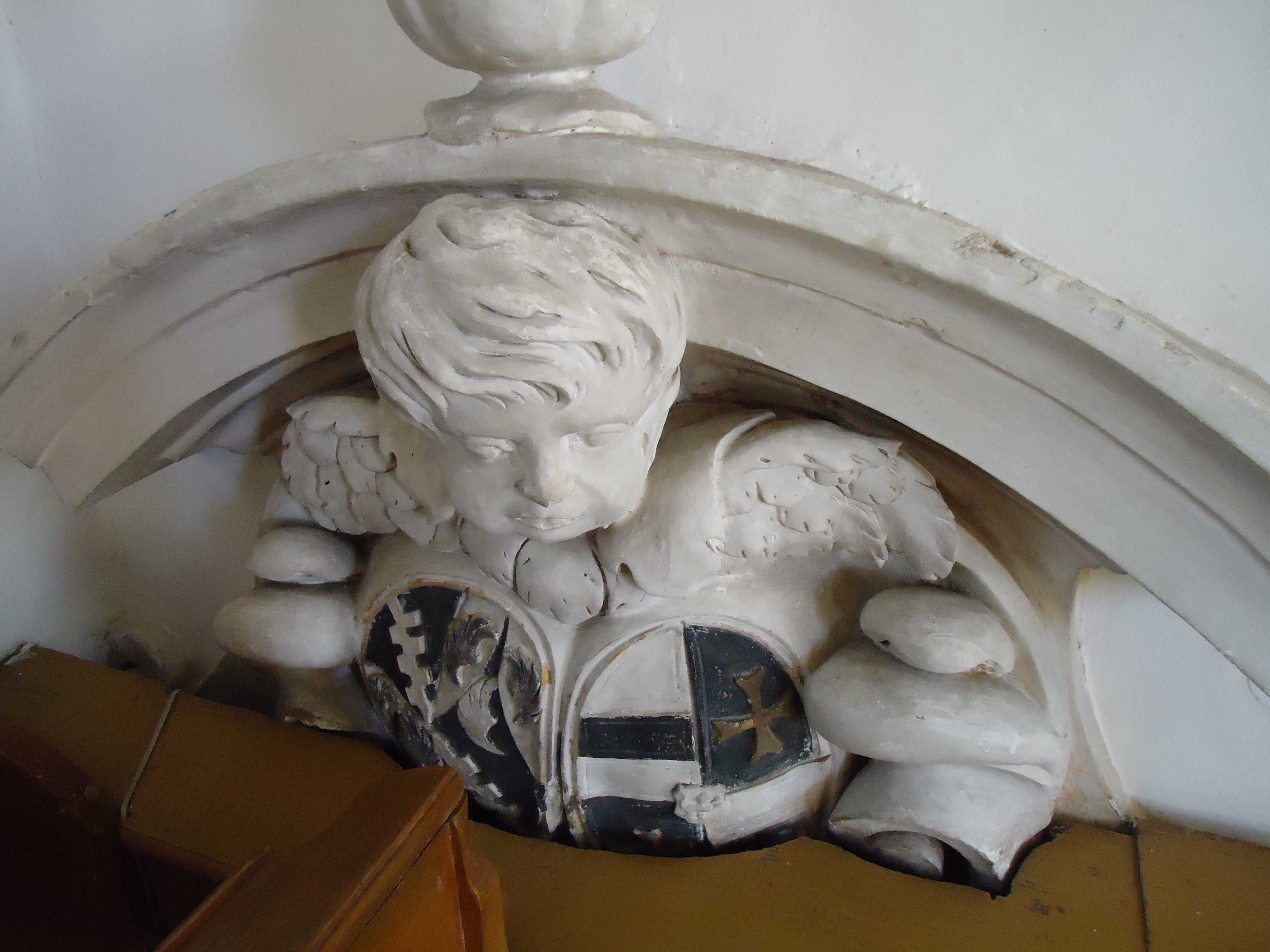
Teilweise sichtbares Epitaph für Graf Georg Reinhard
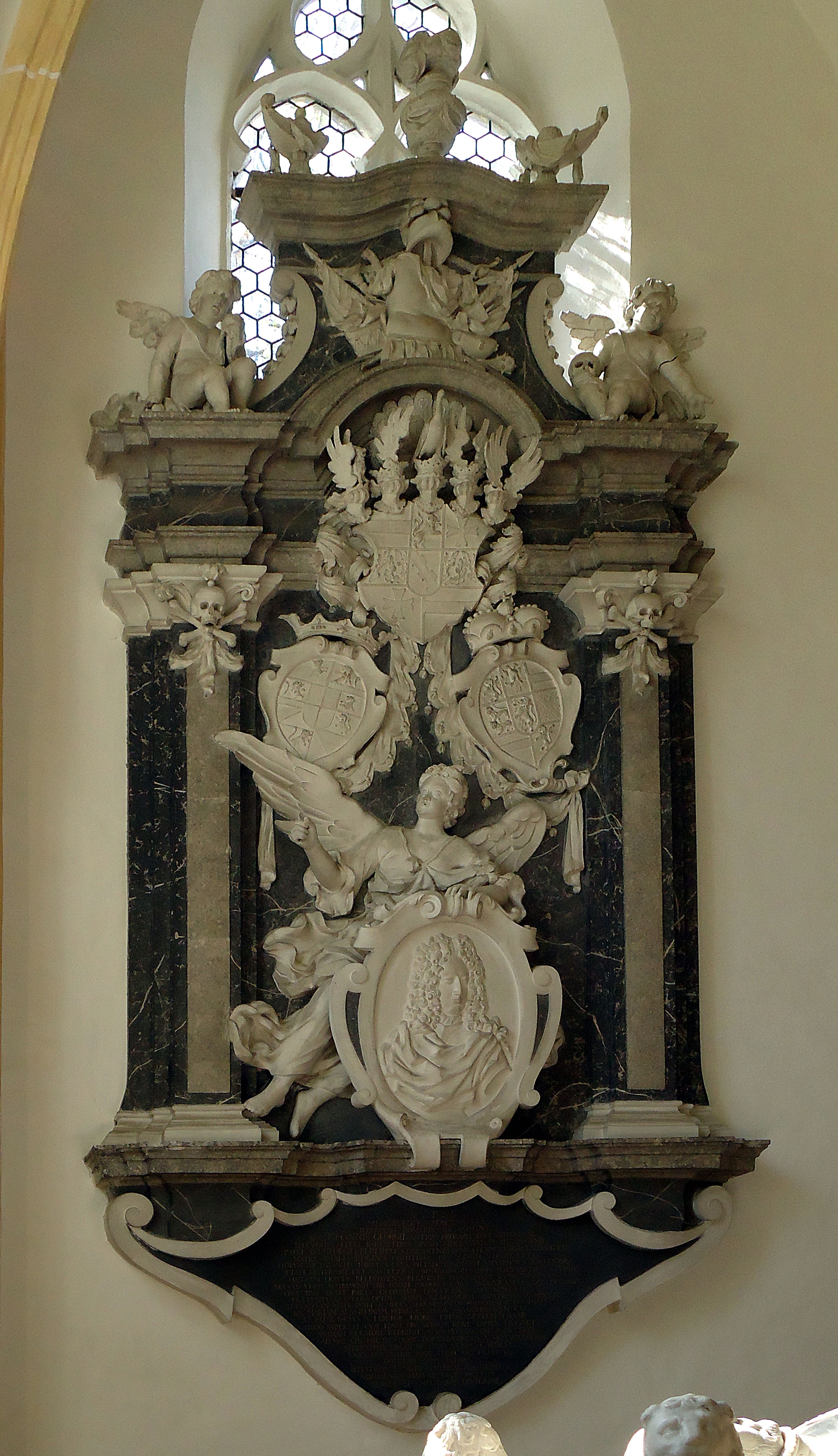
Epitaph für Graf Johann Georg von Ortenburg
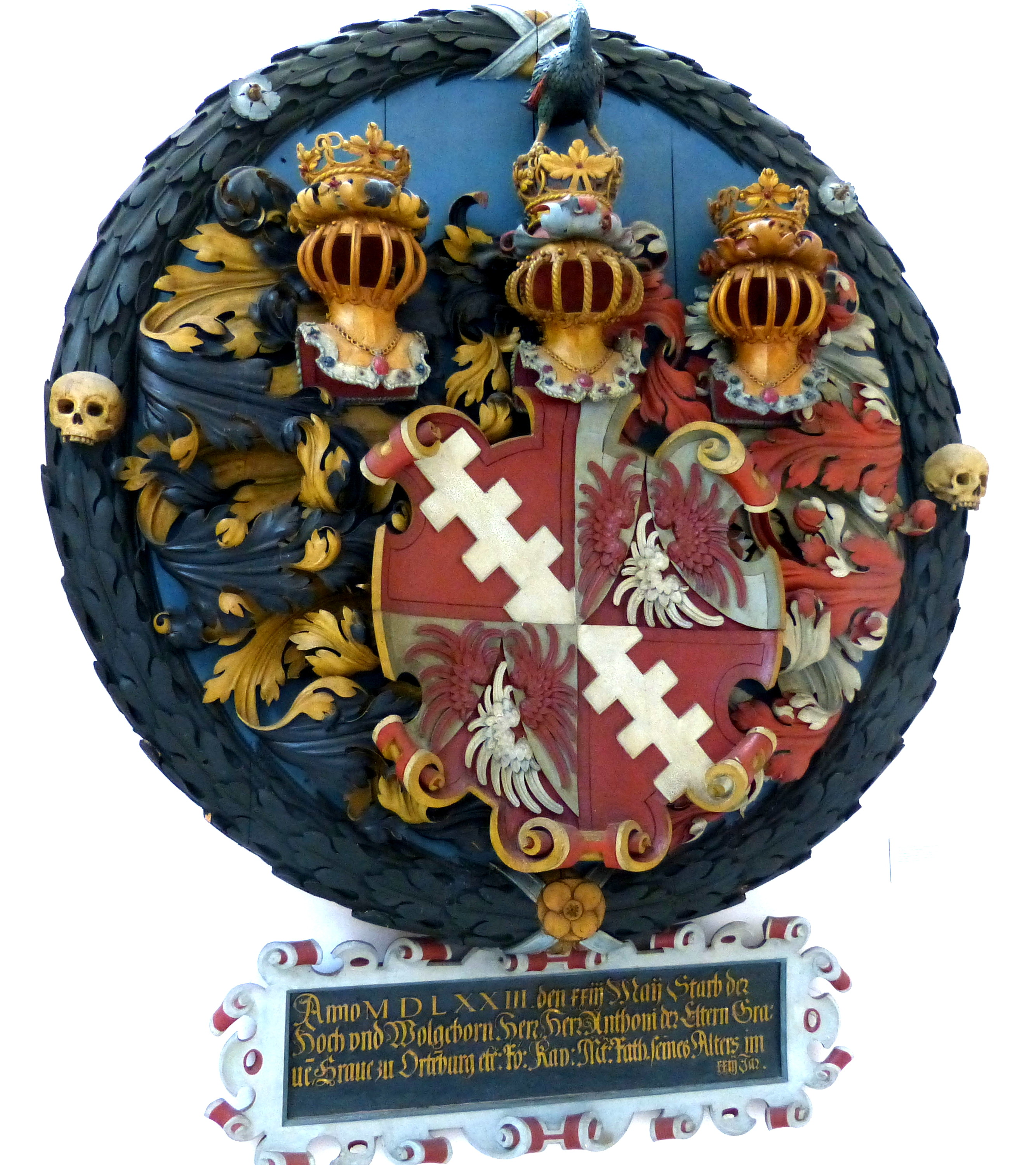
Totenschild für Graf Anton von Ortenburg
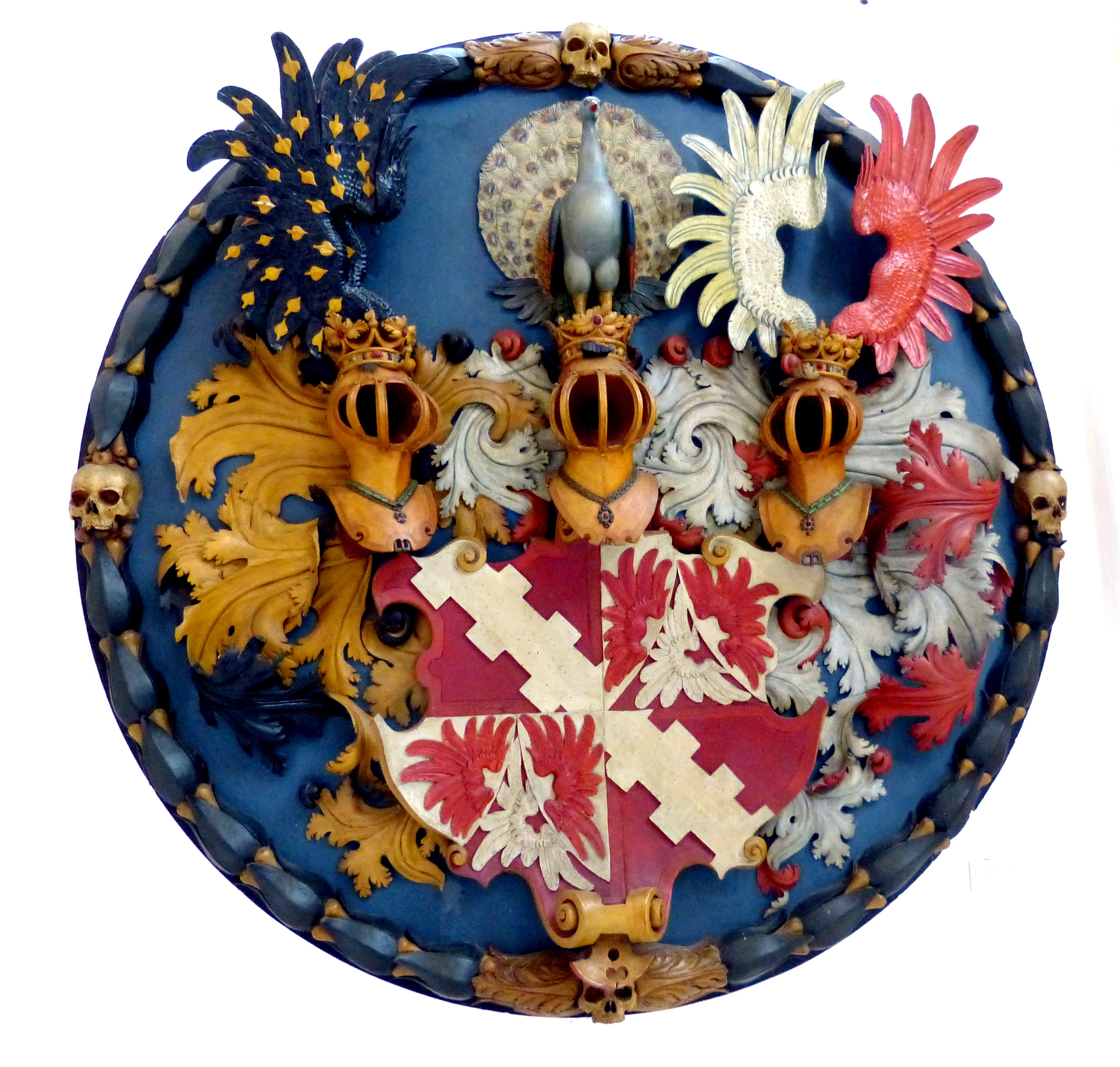
Totenschild für Graf Joachim von Ortenburg
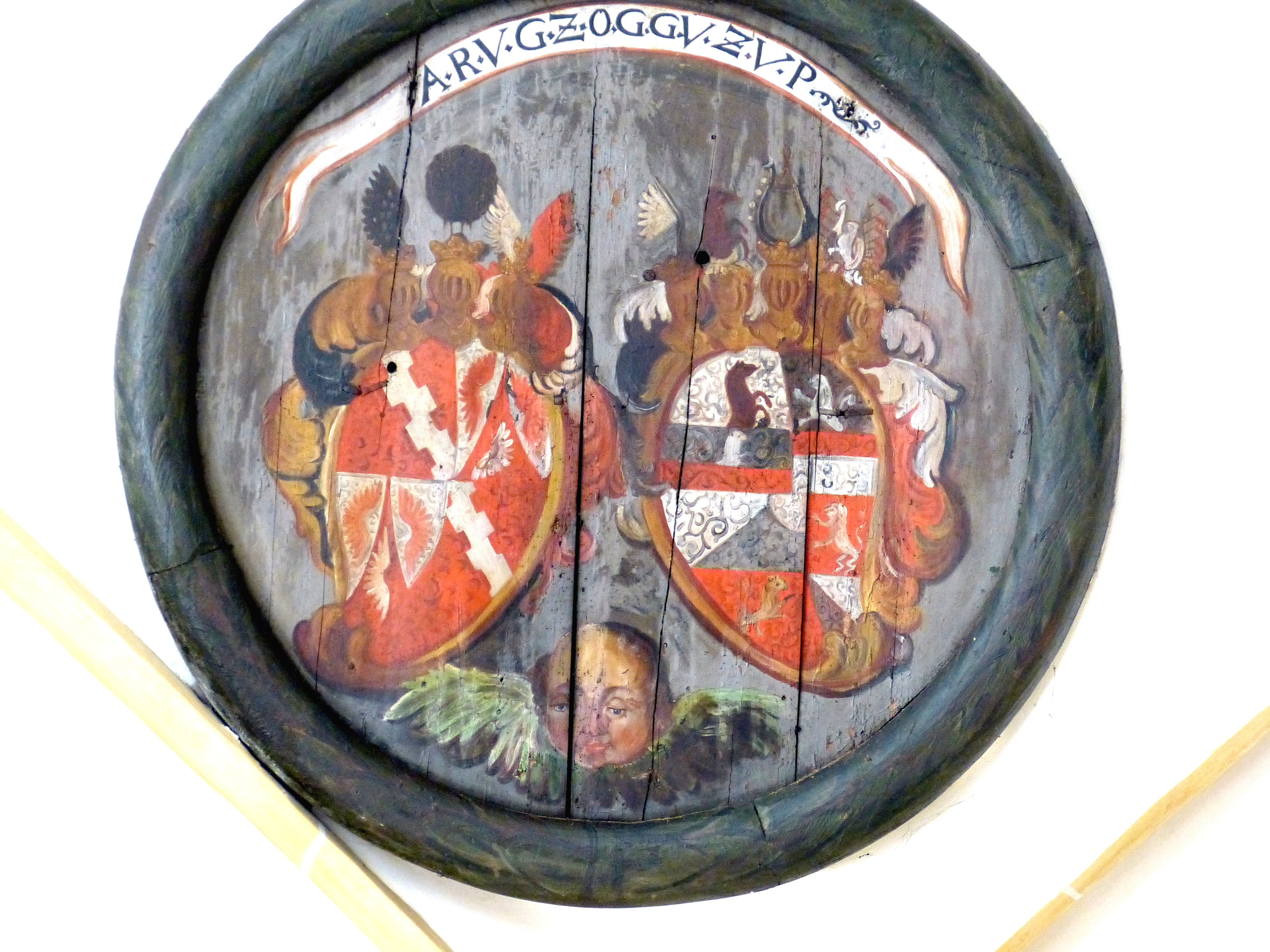
Totenschild für Amalia Regina von Zinzendorf

### Gräfliche Gruft

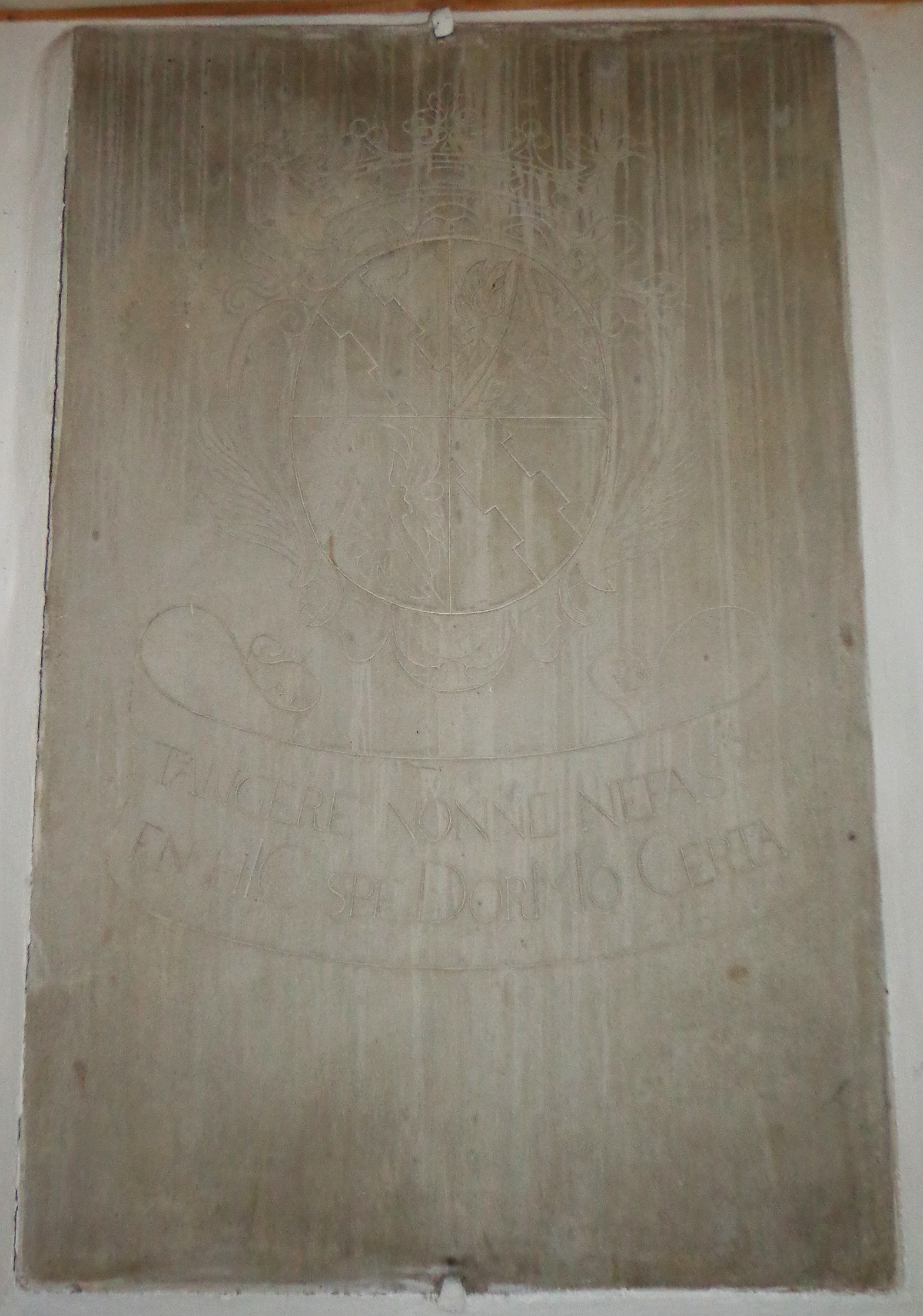
Ehemalige Deckplatte der Ortenburg’schen Gruft

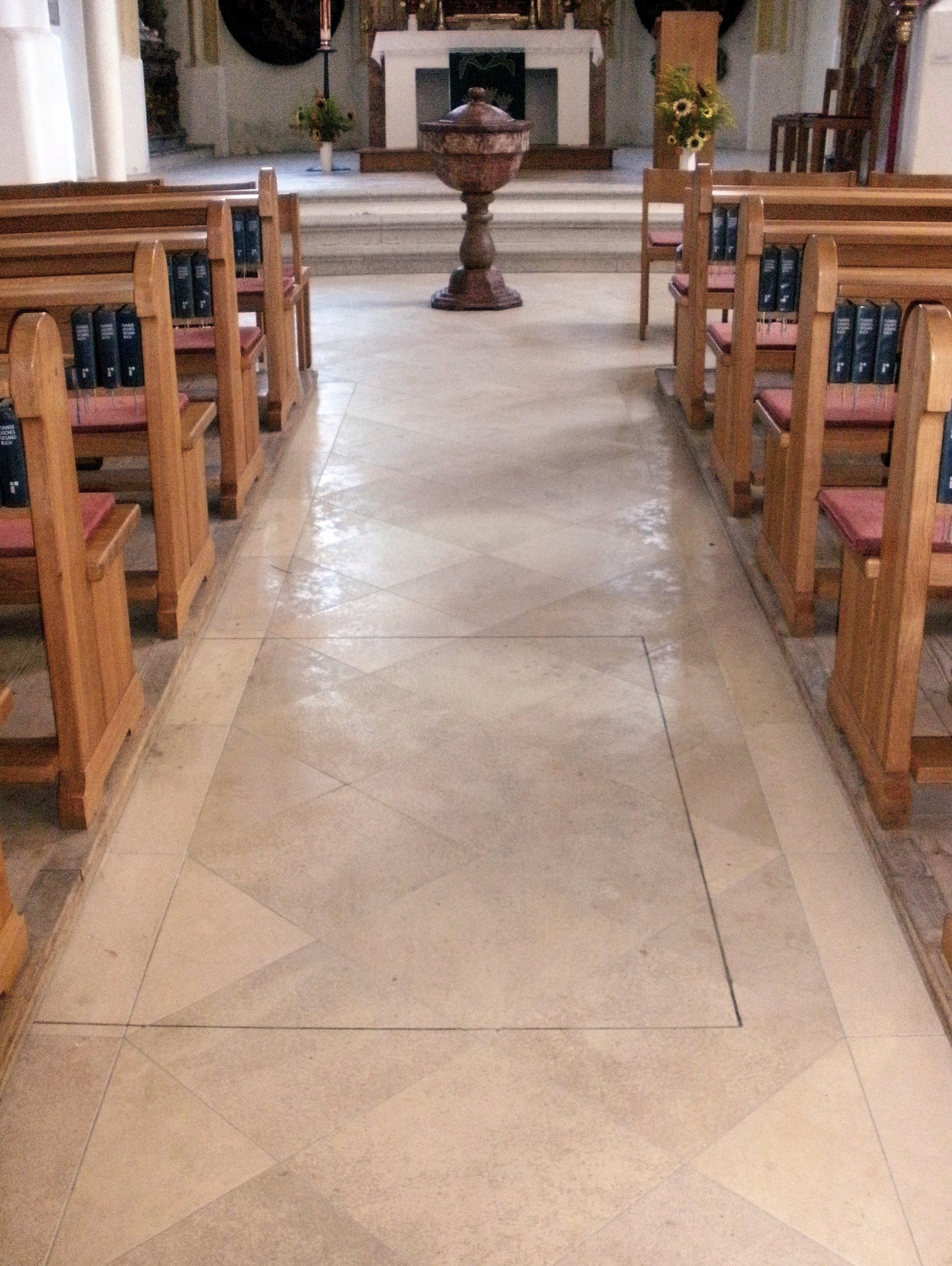
Mittelgang der Marktkirche mit Zugang zur Gruft der Grafen von Ortenburg (2016)

Die gräfliche Gruft wurde während der großen Umgestaltung durch Joachim im Jahre 1573 zwischen März und April angelegt. Sie diente von 1573 bis 1805 als Begräbnisstätte der evangelischen Mitglieder des Hauses. Die Gruft löste die seit dem 13. Jahrhundert hauptsächlich als Begräbniskapelle verwendete Sixtuskapelle am Passauer Dom ab.
Ob Joachim die Gruft bereits in ihrer heute noch vorhandenen Gestalt anlegen ließ oder ob zu seiner Zeit nur die hintere Kammer unter dem Chorraum errichtet wurde, ist nicht mehr zu klären. Für die erste Annahme spricht der Durchgang von der zweiten Kammer unterhalb des Kirchenschiffs. Es handelt sich bei der Gruft um zwei Tonnengewölbe, die von der Mitte des Kirchenschiffs bis hin zum Altar reichen.
Die einstige Deckplatte aus weißem Marmor befindet sich nun an der östlichen Chorabschlusswand. Die Inschrift ist in lateinischer Sprache verfasst und lautet übersetzt: „Ist Berührung nicht Unrecht? Siehe, hier schlafe ich in sicherer Hoffnung.“ Weitere Buchstaben auf der Platte bilden ein Chronogramm und stellen das Jahr 1702 dar, das Todesjahr des Grafen Georg Philipp.
Im Zuge der Renovierungsarbeiten des Jahres 1883 wurde die Gruft am 23. Juni im Beisein des Grafen Friedrich zu Ortenburg-Tambach, seiner Frau Charlotte und beider Sohn Franz Carl geöffnet. Abschließend wurde der Eingang mit Bodenfliesen überdeckt. Er geriet im Laufe der Zeit in Vergessenheit.
Am 3. August 2005 wurden während der Generalsanierung der Kirche die Bänke und das Bodenpflaster entfernt. Dabei stieß man mitten im Kirchenschiff auf eine schwere Marmorplatte. Nach deren Abhebung standen die Arbeiter vor dem Eingang zur Gruft. Diese wurde nach Rücksprache mit dem Bayerischen Amt für Denkmalpflege vermessen, mit einem Eichenholzsturz versehen und wieder verschlossen. Im heutigen Bodenpflaster der Kirche ist der Eingang zur Gruft durch eine Einfassung gekennzeichnet.
In der Gruft wurden zwischen 1573 und 1805 42 Personen aus der gräflichen Familie beigesetzt.

#### Sage
Der Pfarrer Carl Mehrmann erwähnt in seinem 1863 erschienenen Buch zur 300-jährigen Feier der Reformation eine Sage seiner Zeit über die Gruft. In der zweiten Hälfte des 18. Jahrhunderts soll eine Gräfin die Gruft geöffnet und einige Särge entfernen lassen haben. Angeblich suchte sie eine schwere goldene Kette, die dem Grafen Joachim ins Grab gelegt worden sei. Einer der Särge schien aus Zinn zu bestehen, worauf er von der Gräfin an einen ortsansässigen Bürger verkauft worden sei. Es habe sich jedoch herausgestellt, dass der Sarg tatsächlich aus Silber gefertigt worden war. Der Bürger habe so ein Vermögen erworben. Ob die Sage auf einer wahren Begebenheit beruht, lässt sich nicht feststellen.

### Pfarrhof
Die Kirche wird von drei Gebäuden umgeben, davon ist das nordwestliche der Pfarrhof mit Pfarramt und Wohnung des evangelischen Pfarrers. Südlich liegt das Kantorshaus, heute ist darin der evangelische Kindergarten untergebracht. Westlich liegt das heutige Gemeindehaus. Es wurde 1810 als neues Schulgebäude errichtet. Nach der Renovierung 1976 übernahm es seine heutige Aufgabe. Alle drei Gebäude umrahmen die evangelische Marktkirche und bilden den sogenannten Pfarrhof.

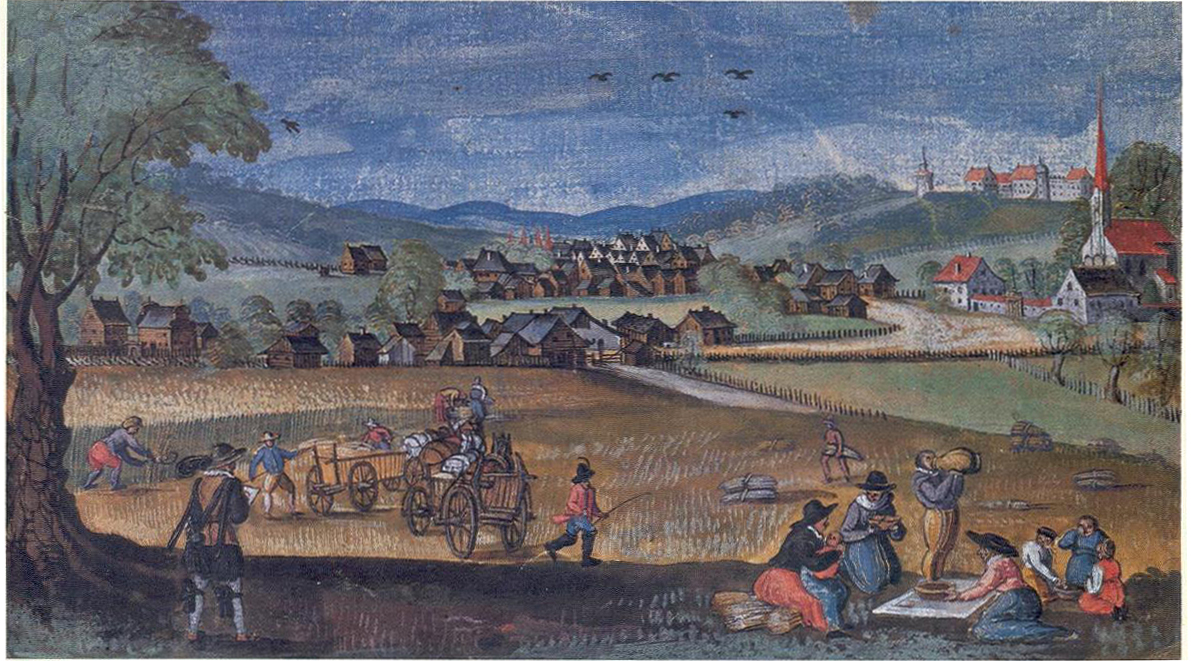
Die Kirche auf einem Gemälde über den Markt Ortenburg des Grafen Friedrich Casimirs aus dem Jahre 1620.
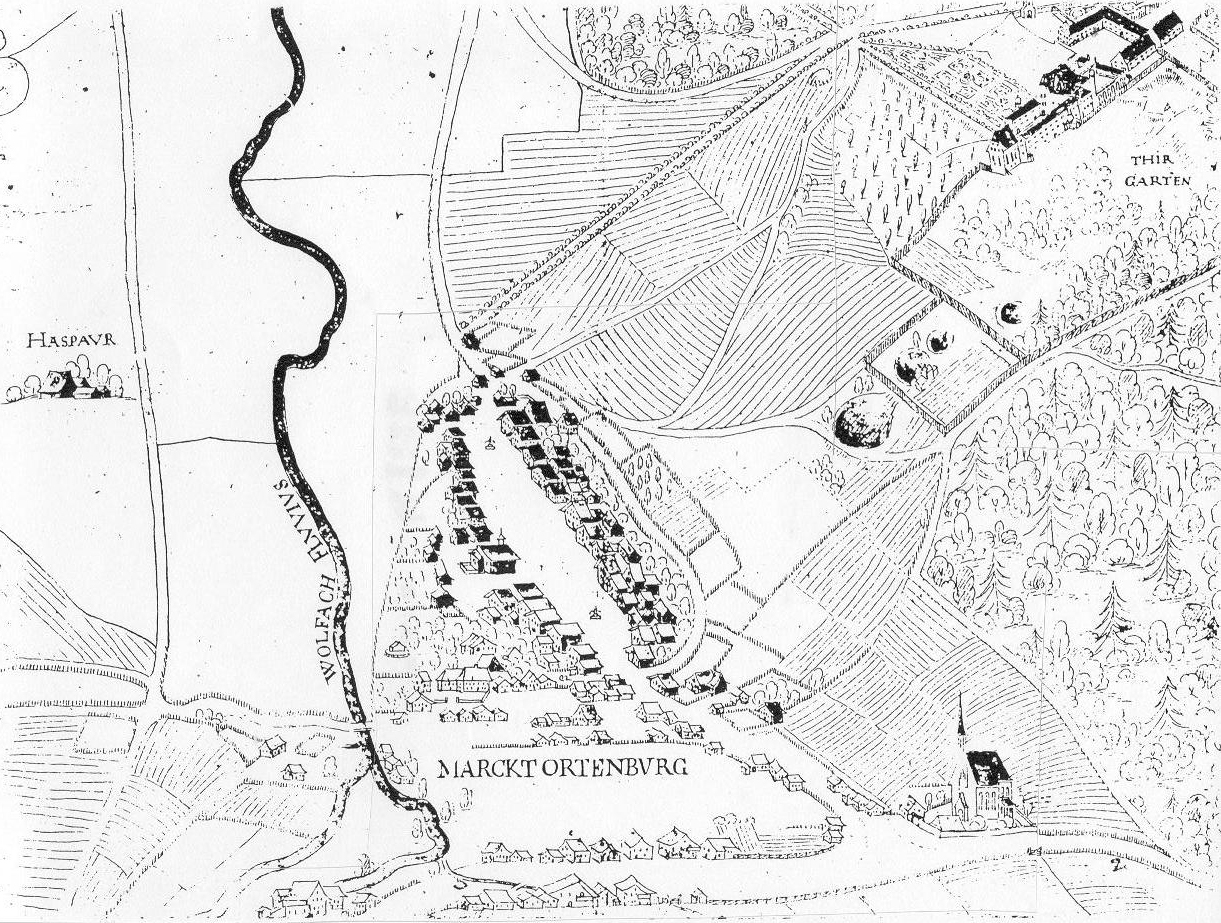
Wiederum war es Friedrich Casimir, welcher um 1625 diese „Luftaufnahme“ des Ortes und der Kirche zeichnete.